# 크리세스

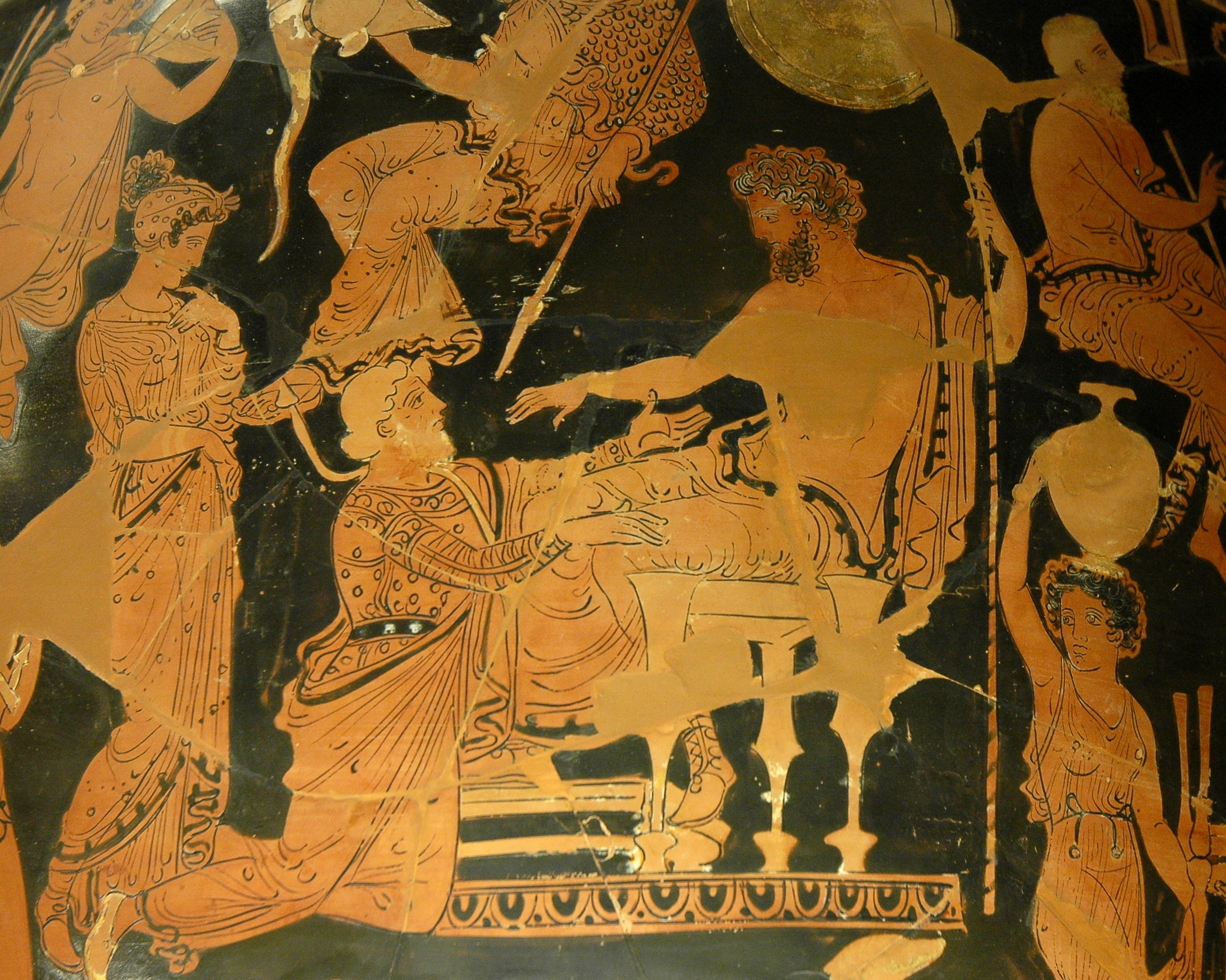
크리세스가 딸 크리세이스의 몸값을 아가멤논에게 주려고 하는 장면. 아풀리아의 붉은 토기 그림. 기원전 360년 –350년경, 루브르 박물관 소장품.

크리세스 또는 크뤼세스(그리스어: Χρύσης)는 그리스 신화에 나오는 트로이 사람이다. 그는 아폴론 신전의 사제였다.
그에게는 크리세이스 (아스티노메)라는 딸이 있었는데 크리세이스는 트로이에 원정온 그리스 군의 총사령관 아가멤논이 전리품으로 취하여 첩으로 삼았다. 호메로스의 일리아드는 크리세스가 딸 크리세이스의 몸값으로 많은 선물과 아폴론의 홀을 들고 그리스 진영으로 찾아오는 장면으로 시작된다. 그는 딸의 몸값으로 선물을 주는 대신 딸을 돌려 달라고 아가멤논에게 간청했다. 그러나 아가멤논은 크리세스의 간청을 들어주지 않았고 모욕해서 돌려보냈다. 이에 화가난 크리세스는 자신의 신인 아폴론에게 복수를 부탁하는 기도를 드린다. 아폴론은 이 기도를 듣고 바로 아가멤논의 그리스 진영에 역병을 돌게 했다.
그리스군의 뛰어난 예언자 칼카스는 이 역병이 아폴론이 내린 재앙이며 크리세이스를 아버지 크리세스에게 돌려주어야 끝이 난다고 예언했다. 아가멤논은 오디세우스를 시켜 크리세이스를 아버지에게 돌려보냈는데 그러자 그리스 군에 내린 역병이 즉시 멈추었다.